# 648 Піппа
648 Піппа (648 Pippa) — астероїд зовнішнього головного поясу, відкритий 11 вересня 1907 року Августом Копфом у Гейдельберзі.
Тіссеранів параметр щодо Юпітера — 3,140.